# Reinado social de Cristo
O reinado social de Cristo é uma expressão usada pelos católicos desde a segunda metade do século XIX. Sintetiza a aspiração de que toda a sociedade – e não só os indivíduos em sua particularidade – seja regida pela lei natural e lei divina, segundo o que o que é definido pela doutrina católica.
Esse ideal, que se inspira no sistema político vivido na antiga Cristandade, foi levado ao Magistério da Igreja pelo Papa Pio XI. Guarda relação com a devoção ao Sagrado Coração de Jesus e geralmente está associado a uma posição contrária ao liberalismo político, a democracia parlamentar e a ideia de soberania popular.
Segundo o sacerdote José Ricart Torrens, satisfaz plenamente o que é dito por São Paulo em 1 Coríntios 15, 24-25: "É preciso que ele reine enquanto põe todos os seus inimigos debaixo de seus pés".

## Origem e uso da expressão
A expressão foi cunhada pelo sacerdote jesuíta francês Henri Ramière, fundador do Messager du Cœur de Jésus (1861), que a empregou contra as ideias do liberalismo político, que propugnava a secularização das instituições e da sociedade na Europa e na América. O chamado reinado social de Cristo estava relacionado com a então difundida devoção ao Sagrado Coração de Jesus, que Ramière considerava ser "o instrumento principal pela qual a misericordiosa Providência quer se valer para regenerar a sociedade".

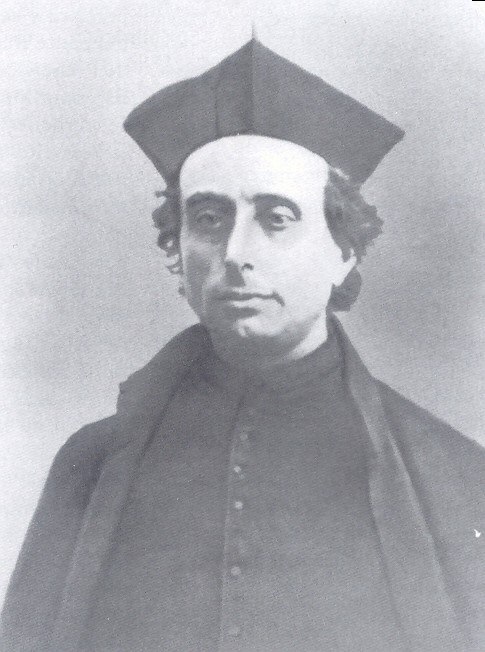
Henri Ramière (1821–1884)

Quando o Concílio Vaticano I estava em vias de acontecer, o padre Ramière, que participou como teólogo no mesmo, escreveu um livro intitulado A soberania social de Jesus Cristo ou as doutrinas de Roma acerca do liberalismo em suas relações com o dogma cristão e as necessidades das sociedades modernas. Nele formulou a seguinte tese sobre a soberania social de Jesus:
Segundo o que confessava nas primeiras páginas de sua obra, Ramière defendia a soberania social de Jesus Cristo com a mesma veemência que anteriormente os cristãos tinham defendido a divindade do Cristo.
Outro dos precursores dessa doutrina foi o sacerdote espanhol José Gras y Granollers, quem, em reação à Vida de Jesus de Ernest Renan (que negava a divindade de Cristo), saiu em defesa da tese em diversas publicações e escritos. Em 1864 Gras celebrou em Écija o primeiro tríduo a Cristo Rei e, depois de ser nomeado cônego da Abadia do Sacromonte de Granada e auspiciado pelo arcebispo Bienvenido Monzón, fundou em 1866 a Academia y Corte de Cristo, uma associação católico-literária de seculares que tinha por fim difundir e adorar a soberania de Cristo. José Gras escrevia que seu maior desejo era que "Cristo reine sobre todas as esferas da atividade humana". Em 1876 fundaria também a congregação das Filhas de Cristo Rei.
Embora a doutrina do reinado social não estivesse definida em nenhum Credo, bula ou concílio, para o pregador espanhol José Ramírez, constituía também um dogma de fé revelada, ao se fundamentar na união hipostática das duas naturezas de Jesus Cristo (divina e humana), deduzindo que, sendo Cristo autor da criação e da redenção, tem autoridade sobre nós.
- Este artigo foi inicialmente traduzido, total ou parcialmente, do artigo da Wikipédia em castelhano cujo título é «Reinado social de Jesucristo».